# Ariarne Titmus
Ariarne Elizabeth Titmus (Launceston, 7 de septiembre de 2000) es una deportista australiana que compite en natación, especialista en el estilo libre.
Participó en dos Juegos Olímpicos de Verano, obteniendo en total ocho medallas, cuatro en Tokio 2020, oro en 200 m libre y 400 m libre, plata en 800 m libre y bronce en el relevo 4 × 200 m libre, y tres en París 2024, oro en 400 m libre y 4 × 200 m libre y plata en 200 m libre y 800 m libre.
Ganó nueve medallas en el Campeonato Mundial de Natación entre los años 2017 y 2023, tres medallas en el Campeonato Mundial de Natación en Piscina Corta de 2018 y tres medallas en el Campeonato Pan-Pacífico de Natación de 2018.
En mayo de 2022 estableció una nueva plusmarca mundial de los 400 m libre (3:56,40), que volvió a rebajar en el Mundial de 2023 (3:55,38). En junio de 2024 batió el récord mundial de los 200 m libre (1:52,23).
En 2022 fue condecorada con la Medalla de la Orden de Australia (OAM).

## Palmarés internacional
| Juegos Olímpicos                    | Juegos Olímpicos        | Juegos Olímpicos  | Juegos Olímpicos |
| Año                                 | Lugar                   | Medalla           | Prueba           |
| ----------------------------------- | ----------------------- | ----------------- | ---------------- |
| 2020                                | Tokio (Japón)           | Medalla de oro    | 200 m libre      |
| 2020                                | Tokio (Japón)           | Medalla de oro    | 400 m libre      |
| 2020                                | Tokio (Japón)           | Medalla de plata  | 800 m libre      |
| 2020                                | Tokio (Japón)           | Medalla de bronce | 4 × 200 m libre  |
| 2024                                | París (Francia)         | Medalla de oro    | 400 m libre      |
| 2024                                | París (Francia)         | Medalla de oro    | 4 × 200 m libre  |
| 2024                                | París (Francia)         | Medalla de plata  | 200 m libre      |
| 2024                                | París (Francia)         | Medalla de plata  | 800 m libre      |
| Campeonato Mundial                  |                         |                   |                  |
| Año                                 | Lugar                   | Medalla           | Prueba           |
| 2017                                | Budapest (Hungría)      | Medalla de bronce | 4 × 200 m libre  |
| 2019                                | Gwangju (Corea del Sur) | Medalla de oro    | 400 m libre      |
| 2019                                | Gwangju (Corea del Sur) | Medalla de oro    | 4 × 200 m libre  |
| 2019                                | Gwangju (Corea del Sur) | Medalla de plata  | 200 m libre      |
| 2019                                | Gwangju (Corea del Sur) | Medalla de bronce | 800 m libre      |
| 2023                                | Fukuoka (Japón)         | Medalla de oro    | 400 m libre      |
| 2023                                | Fukuoka (Japón)         | Medalla de oro    | 4 × 200 m libre  |
| 2023                                | Fukuoka (Japón)         | Medalla de plata  | 200 m libre      |
| 2023                                | Fukuoka (Japón)         | Medalla de bronce | 800 m libre      |
| Campeonato Mundial en Piscina Corta |                         |                   |                  |
| Año                                 | Lugar                   | Medalla           | Prueba           |
| 2018                                | Hangzhou (China)        | Medalla de oro    | 200 m libre      |
| 2018                                | Hangzhou (China)        | Medalla de oro    | 400 m libre      |
| 2018                                | Hangzhou (China)        | Medalla de bronce | 4 × 200 m libre  |
| Campeonato Pan-Pacífico             |                         |                   |                  |
| Año                                 | Lugar                   | Medalla           | Prueba           |
| 2018                                | Tokio (Japón)           | Medalla de oro    | 4 × 200 m libre  |
| 2018                                | Tokio (Japón)           | Medalla de plata  | 400 m libre      |
| 2018                                | Tokio (Japón)           | Medalla de plata  | 800 m libre      |